# サティスファクトリー
株式会社サティスファクトリー（英語: K. K. Satisfactory）は、本社を東京都中央区におく廃棄物・リサイクル等の環境に関するコンサルティングを行う企業。

## 概要
- 社名：株式会社サティスファクトリー
- 所在地：東京都中央区八丁堀三丁目12番8号 HF八丁堀ビル
- 代表取締役：小松武司
- 設立：1996年11月13日
- 資本金：114,850,000円
- 社員数：75名
- ISO14001認証取得（登録範囲：廃棄物処理・リサイクル推進に関してのマネジメント業務）

### 事業内容
- 廃棄物コスト削減、店舗メンテナンスなどのサービスソリューション提供
- 廃棄物リサイクル等の環境に関するコンサルティング

### 主なサービス
- 廃棄物マネジメント（一元管理）
  - 廃棄物処理のコスト適正化とリスク低減をマネジメントするアウトソーシング事業を展開。
  - 廃棄物の現状把握から委託先の属性調査、交渉、請求支払代行、問合せ対応等ワンストップで請負う。
- 環境コンサルティング

## 沿革
- 1996年11月 - 株式会社サティスファクトリーインターナショナルを設立。
- 1997年1月 - 東京都中央区日本橋茅場町にて飲食店経営を開始。
- 1999年9月 - 環境廃棄物関連事業を開始。
- 2000年7月 - 管理事業所300を超える。
- 2000年12月 - 管理事業所700を超える。
- 2001年2月 - 関東全域に営業エリアを拡大。
- 2001年11月 - 管理事業所1000を超える。
- 2002年8月 - 全国に営業エリアを拡大。
- 2002年10月 - 管理事業所1500を超える。
- 2007年10月 - 管理事業所3100を超える。
- 2008年7月 - カーボンオフセット事業を開始。
- 2015年9月 - グループ会社で全国30自治体の計300か所の太陽光発電所を購入。合計15メガワット
- 2015年10月 - 中国支社（広島）開設
- 2016年5月1日 - 社名を株式会社サティスファクトリーに変更[1]。
- 2016年5月 - 大阪支店開設
- 2016年10月 - 名古屋支社開設
- 2017年9月 - 管理事業所12000件を超える。
- 2019年9月 - 調査・管理累計実績52,000件
- 2020年6月 - プラスチック再生資源99%国内循環ごみ袋「FUROSHIKI」プロジェクト開始